# Saint-Martin-aux-Champs
Pour les articles homonymes, voir Saint-Martin.
Saint-Martin-aux-Champs est une commune française située dans le département de la Marne, en région Grand Est.

## Géographie

### Localisation
Saint-Martin-aux-Champs se trouve au centre/sud-est du département de la Marne, en région Grand Est. La commune appartient à la région agricole de la vallée de la Marne, à la limite avec la Champagne crayeuse.
La commune de Saint-Martin-aux-Champs s'étend sur une superficie de 720 hectares. Sur son territoire, l'altitude varie de 88 à 165 mètres. Le relief décroit progressivement depuis le Haut des Vignettes, point culminant de la commune à l'ouest, vers la vallée de la Marne à l'est. Le village de Saint-Martin-aux-Champs se trouve au nord-est de la commune, sur la Guenelle.
Par la route, Saint-Martin-aux-Champs se situe à 21 km de Châlons-en-Champagne, préfecture de la Marne, à 15 km de Vitry-le-François, et à 10 km de Saint-Germain-la-Ville, siège de la communauté de communes de la Moivre à la Coole dont Saint-Martin-aux-Champs fait partie. La commune fait en outre partie du bassin de vie de Vitry-le-François.
Saint-Martin-aux-Champs est limitrophe de 4 communes :
| Cheppes-la-Prairie |                         | La Chaussée-sur-Marne |
|                    | Saint-Martin-aux-champs |                       |
|                    | Songy                   | Ablancourt            |

### Hydrographie
La commune est dans la région hydrographique « la Seine de sa source au confluent de l'Oise (exclu) » au sein du bassin Seine-Normandie. Elle est drainée par la Guenelle, la noue la Guyon et les Grandes Noues,.
La Guenelle, d'une longueur de 30 km, prend sa source dans la commune de Glannes et se jette  dans la Marne à Mairy-sur-Marne, après avoir traversé onze communes. 

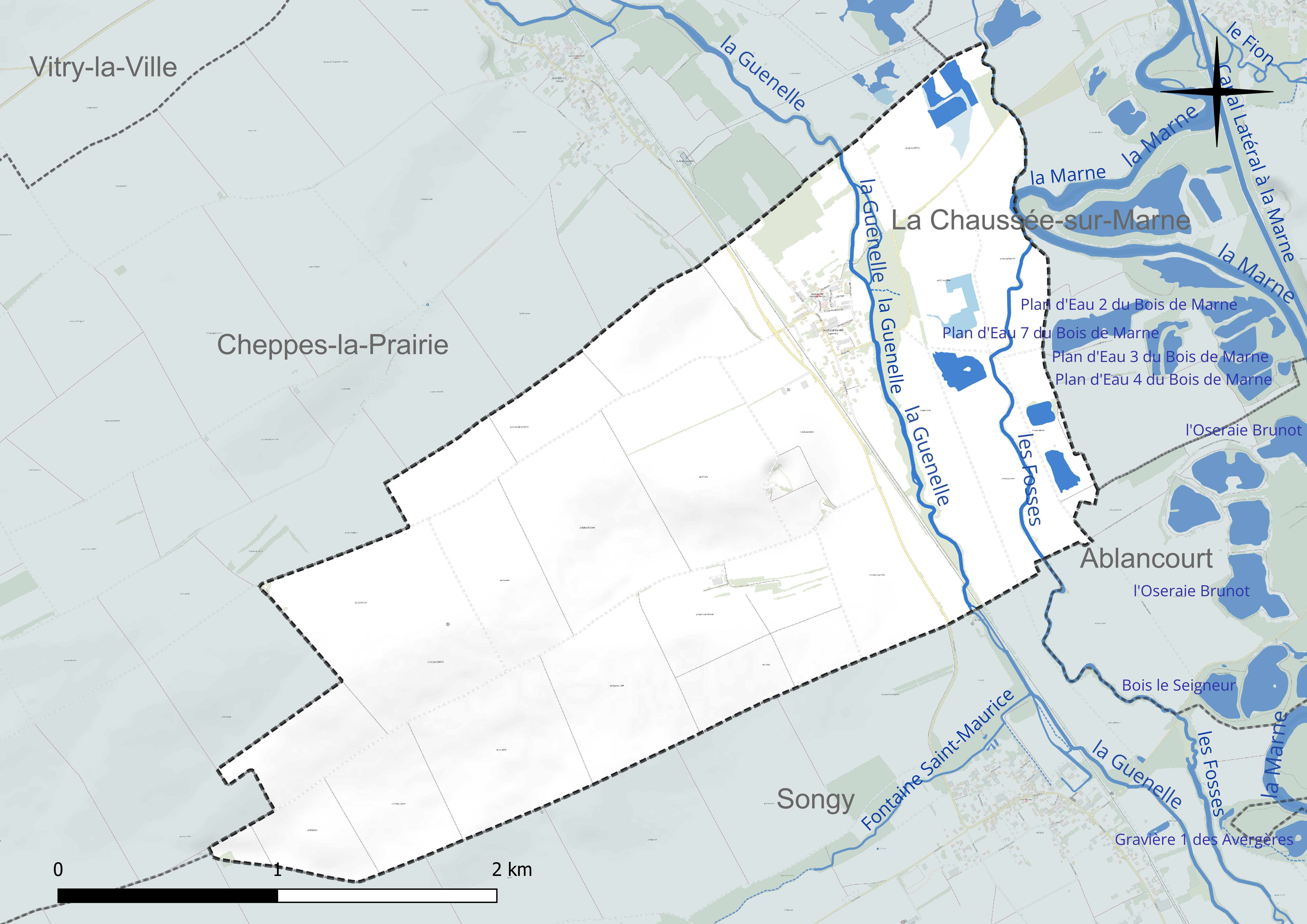
Réseau hydrographique de Saint-Martin-aux-Champs.

### Climat
Pour des articles plus généraux, voir Climat du Grand Est et Climat de la Marne.
En 2010, le climat de la commune est de type climat océanique dégradé des plaines du Centre et du Nord, selon une étude du Centre national de la recherche scientifique s'appuyant sur une série de données couvrant la période 1971-2000. En 2020, Météo-France publie une typologie des climats de la France métropolitaine dans laquelle la commune est exposée à un climat océanique altéré et est dans la région climatique Nord-est du bassin Parisien, caractérisée par un ensoleillement médiocre, une pluviométrie moyenne régulièrement répartie au cours de l’année et un hiver froid (3 °C).
Pour la période 1971-2000, la température annuelle moyenne est de 10,5 °C, avec une amplitude thermique annuelle de 16,1 °C. Le cumul annuel moyen de précipitations est de 698 mm, avec 11,6 jours de précipitations en janvier et 8,1 jours en juillet. Pour la période 1991-2020, la température moyenne annuelle observée sur la station météorologique de Météo-France la plus proche, « Frignicourt », sur la commune de Frignicourt à 15 km à vol d'oiseau, est de 11,5 °C et le cumul annuel moyen de précipitations est de 694,6 mm. 
La température maximale relevée sur cette station est de 41,7 °C, atteinte le 25 juillet 2019 ; la température minimale est de −22 °C, atteinte le 9 janvier 1985,,.
Les paramètres climatiques de la commune ont été estimés pour le milieu du siècle (2041-2070) selon différents scénarios d'émission de gaz à effet de serre à partir des nouvelles projections climatiques de référence DRIAS-2020. Ils sont consultables sur un site dédié publié par Météo-France en novembre 2022.

### Milieux naturels et biodiversité
L'Inventaire national du patrimoine naturel (INPN) recense espèces sur le territoire de la commune, dont espèces protégées et espèces menacées.
L'est de la commune fait partie de la zone naturelle d'intérêt écologique, faunistique et floristique (ZNIEFF) de type II de la « vallée de la Marne de Vitry-le-François à Épernay », qui s'étend sur plus de 13 000 hectares entre ceux deux villes. La ZNIEFF constitue une mosaïque de milieux naturels riches en faune et en flore : rivières, noues et bras morts, plans d'eau de gravières, ormaies-frênaies inondables, chênaies pédonculées-frênaies mésophiles, prairies inondables, friches humides, magnocariçaies, roselières, cultures et peupleraies.

## Urbanisme

### Typologie
Au 1er janvier 2024, Saint-Martin-aux-Champs est catégorisée commune rurale à habitat dispersé, selon la nouvelle grille communale de densité à sept niveaux définie par l'Insee en 2022.
Elle est située hors unité urbaine. Par ailleurs la commune fait partie de l'aire d'attraction de Châlons-en-Champagne, dont elle est une commune de la couronne,. Cette aire, qui regroupe 97 communes, est catégorisée dans les aires de 50 000 à moins de 200 000 habitants,.

### Occupation des sols
L'occupation des sols de la commune, telle qu'elle ressort de la base de données européenne d’occupation biophysique des sols Corine Land Cover (CLC), est marquée par l'importance des territoires agricoles (95 % en 2018), une proportion sensiblement équivalente à celle de 1990 (95,2 %). La répartition détaillée en 2018 est la suivante :
terres arables (95 %), zones urbanisées (3,4 %), forêts (1,4 %), mines, décharges et chantiers (0,1 %), eaux continentales (0,1 %). L'évolution de l’occupation des sols de la commune et de ses infrastructures peut être observée sur les différentes représentations cartographiques du territoire : la carte de Cassini (XVIIIe siècle), la carte d'état-major (1820-1866) et les cartes ou photos aériennes de l'IGN pour la période actuelle (1950 à aujourd'hui).

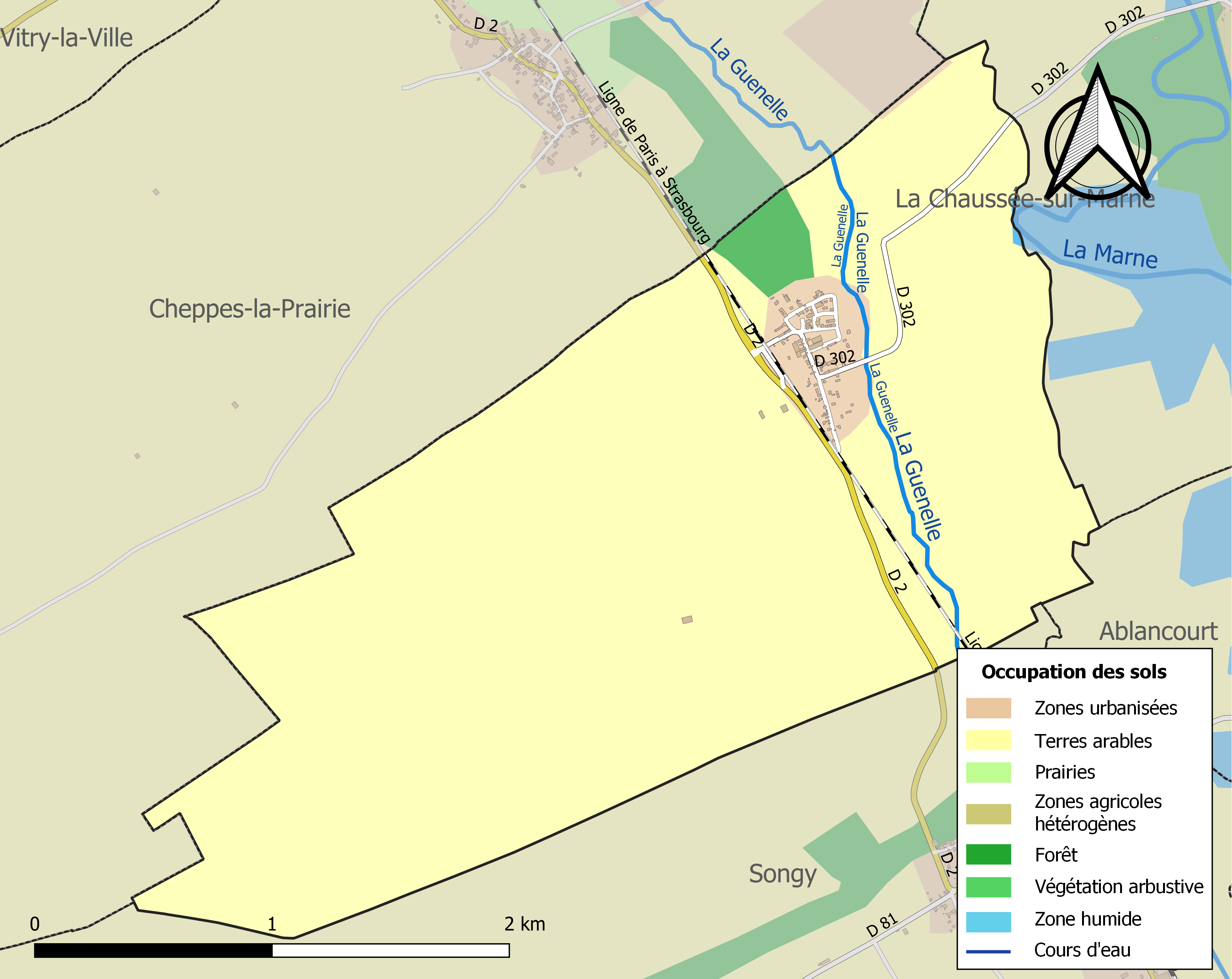
Carte des infrastructures et de l'occupation des sols de la commune en 2018 (CLC).

## Toponymie
Le nom de la localité est attesté sous les formes Villa que dicitur Vetus Sancti Martini (1028) ; Ecclesia Sancti Martini ultra Maternam (1213) ; Sanctus Martynus (1222) ; Sanctus Martinus ad Campos (1238) ; Sanctus Martinus super Maternam juxta Songeium (vers 1252) ; Saint-Martin au Champs (1306) ; Saint-Martin aus Champs (1316) ; Saint-Martin aux Champs (1384) ; Saint-Martin des Champs (1392) ; Sainct-Martin (1641) ; Marat-aux-Champs (1793) ; Issonval (1794).

Saint-Martin-des-Champs est un hagiotoponyme qui fait référence à Martin de Tours, également surnommé « Saint Martin des champs ».

## Histoire
Au cours de la Révolution française, la commune porta provisoirement les noms de Issouval et de Marat-aux-Champs.

## Politique et administration

### Intercommunalité
La commune, antérieurement membre de la communauté de communes de la Guenelle, est membre, depuis le 1er janvier 2014, de la communauté de communes de la Moivre à la Coole.
En effet, conformément au schéma départemental de coopération intercommunale de la Marne du 15 décembre 2011, cette communauté de communes de la Moivre à la Coole est issue de la fusion, au 1er janvier 2014, de la Communauté de communes de la Vallée de la Coole, de la Communauté de communes de la Guenelle, de la communauté de communes du Mont de Noix et de la communauté de communes de la Vallée de la Craie.

### Liste des maires
| Période                                  | Période        | Identité         | Étiquette      | Qualité |
| ---------------------------------------- | -------------- | ---------------- | -------------- | ------- |
| Les données manquantes sont à compléter. |                |                  |                |         |
| Mai 2020                                 |                | Hallauer Serge   | Sans étiquette |         |
| 39 années                                | décède en 1899 | Auguste Estienne |                |         |

## Équipements et services publics

### Eau et déchets
L'approvisionnement en eau potable et l'assainissement des eaux usées sont des compétences de la communauté de communes de la Moivre à la Coole. La commune de Saint-Martin-aux-Champs est alimentée en eau potable par le captage du puits « La Côte des Prés » à Coupetz ; l'approvisionnement en eau potable est délégué à Veolia. L'assainissement y est non collectif.
Le service public des déchets est assuré par le Syndicat mixte du Sud-Est Marnais (SYMSEM), qui a mis en place une redevance incitative. La collecte des ordures ménagères résiduelles (en bacs noirs pucés ou en sacs rouges prépayés) et des emballages ménagers recyclables (en sacs jaunes) est réalisée en porte à porte. Le SYMSEM adhérant au syndicat de valorisation des ordures ménagères de la Marne (SYVALOM), ces déchets sont amenés en centre de transfert à Sainte-Menehould ou Vitry-en-Perthois, puis valorisés sur le site de La Veuve. La collecte du verre se fait en apport volontaire, avant transformation dans une usine de Reims. Pour les déchets volumineux ou dangereux, le SYMSEM met à disposition de ses habitants une plateforme de déchets verts et gravats, à Saint-Amand-sur-Fion, ainsi que 12 déchèteries, à Arrigny, Courtisols, Givry-en-Argonne, Mairy-sur-Marne, Pargny-sur-Saulx, Pogny, Sainte-Menehould, Thiéblemont-Farémont, Valmy, Vanault-les-Dames, Villers-en-Argonne et Ville-sur-Tourbe.

### Enseignement
Saint-Martin-aux-Champs fait partie de l'académie de Reims.
La commune dépend de l'école maternelle de Vitry-la-Ville, installée rue de la Libération et accueillant 35 élèves (chiffres 2024-2025), et de l'école élémentaire de Mairy-sur-Marne, installée rue du Moutier et accueillant 88 élèves (chiffres 2024-2025)
Les enfants de Saint-Martin-aux-Champs sont ensuite rattachés au collège Nicolas Appert et au lycée Jean Talon, tous les deux situés à Châlons-en-Champagne.

### Postes et télécommunications
Deux boîtes aux lettres de La Poste se trouve sur le territoire de la commune, Grande Rue et rue du Moulin. Le bureau de poste le plus proche est situé à La Chaussée-sur-Marne, à environ 3 km de Saint-Martin-aux-Champs.

### Justice, sécurité et secours
Du point de vue judiciaire, Saint-Martin-aux-Champs relève du conseil de prud'hommes, du tribunal de commerce, du tribunal judiciaire, du tribunal paritaire des baux ruraux et du tribunal pour enfants de Châlons-en-Champagne, dans le ressort de la cour d'appel de Reims. Pour le contentieux administratif, la commune dépend du tribunal administratif de Châlons-en-Champagne et de la cour administrative d'appel de Nancy.
Saint-Martin-aux-Champs est située en secteur Gendarmerie nationale et dépend de la brigade de Vitry-la-Ville.
En matière d'incendie et de secours, la commune dépend du Service départemental d'incendie et de secours (SDIS) de la Marne.

## Démographie
L'évolution du nombre d'habitants est connue à travers les recensements de la population effectués dans la commune depuis 1793. Pour les communes de moins de 10 000 habitants, une enquête de recensement portant sur toute la population est réalisée tous les cinq ans, les populations de référence des années intermédiaires étant quant à elles estimées par interpolation ou extrapolation. Pour la commune, le premier recensement exhaustif entrant dans le cadre du nouveau dispositif a été réalisé en 2007.

En 2022, la commune comptait 106 habitants, en évolution de +6 % par rapport à 2016 (Marne : −1,19 %, France hors Mayotte : +2,11 %).
| 1793 | 1800 | 1806 | 1821 | 1831 | 1836 | 1841 | 1846 | 1851 |
| ---- | ---- | ---- | ---- | ---- | ---- | ---- | ---- | ---- |
| 196  | 190  | 193  | 179  | 209  | 217  | 234  | 230  | 251  |

| 1856 | 1861 | 1866 | 1872 | 1876 | 1881 | 1886 | 1891 | 1896 |
| ---- | ---- | ---- | ---- | ---- | ---- | ---- | ---- | ---- |
| 238  | 217  | 200  | 196  | 199  | 189  | 179  | 180  | 171  |

| 1901 | 1906 | 1911 | 1921 | 1926 | 1931 | 1936 | 1946 | 1954 |
| ---- | ---- | ---- | ---- | ---- | ---- | ---- | ---- | ---- |
| 174  | 156  | 143  | 150  | 167  | 144  | 132  | 153  | 149  |

| 1962 | 1968 | 1975 | 1982 | 1990 | 1999 | 2006 | 2007 | 2012 |
| ---- | ---- | ---- | ---- | ---- | ---- | ---- | ---- | ---- |
| 134  | 104  | 102  | 98   | 93   | 81   | 91   | 92   | 92   |

| 2017 | 2022 | - | - | - | - | - | - | - |
| ---- | ---- | - | - | - | - | - | - | - |
| 104  | 106  | - | - | - | - | - | - | - |